# محمد سياد بري
محمد سياد بري  (بالصومالية: Maxamed Siyaad Barre) (مواليد 6 أكتوبر 1919 - توفي 2 يناير 1995). والرئيس الثالث لجمهورية الصومال الديموقراطية. خلال فترة حكمه لقّب نفسه بـ "الرفيق سياد" (Jaalle Siyaad).
ترأّس سياد المجلس العسكري الذي جاء إلى السلطة في انقلاب عام 1969م واعتمد الاشتراكية مبدأ في حكمه. كما استنسخ التجربة الصينية في القطاع الزراعي والبِنى التحتية، وأمّم أيضا جميع المصارف والمصانع الأجنبية التي كانت تعمل في البلاد آن ذاك، واعتمد أيضا الطريقة الجديدة لكتابة اللغة الصومالية باستخدام الأحرف اللاتينية بدل العربية. حرمت حكومته الولاء للعشيرة في مقابل تقوية الولاء للسلطة المركزية، ومع ذلك فقد كانت حكومته تعرف محليا بـ (MOD)، اختصارا للعشائر الصومالية الثلاثة: ماريحان (عشيرة سياد نفسه)، وأوغادين (عشيرة والدته سياد)، ودولباهنته (عشيرة صهر سياد بري)، الذي كانوا أصحاب السلطة الحقيقة في عهده. وفي وقت لاحق قوّى سياد بري الخصومات العشائرية لتحويل الرأي العام بعيدا عن نظامه الذي لم يكن يحظى بشعبية، مما مهد لصراعات بين النظام وتلك العشائر. أطيح بنظامه في سنة 1990 بعد صراع مسلح مع جماعات المعارضة المسلحة. توفي سياد بري في منفاه عام 1995 ودفن في مسقط رأسه.

## النشأة
ولد محمد سياد بري من مريحان من قبيلة دارود بالقرب من مدينة شيلابو في أوغادين الإقليم الصومالي من أثيوبيا. توفي والداه وهو في العاشرة من عمره.
بعد تلقيه تعليمه الابتدائي انتقل بري إلى مقديشو عاصمة الصومال الإيطالي لمتابعة دراسته الثانوية. التحق عام 1940 في الشرطة الاستعمارية الإيطالية ثم انضم بعد ذلك إلى الشرطة الاستعمارية في لإدارة العسكرية البريطانية من الصومال وترقى فيها.
في عام 1950 وبعد أن أصبح الصومال الإيطالي مشمولا بوصاية الأمم المتحدة تحت الإدارة الإيطالية، التحق بري في مدرسة الشرطة العسكرية في إيطاليا لمدة عامين عاد بعدها إلى الصومال وانضم إلى الجيش وتدرج في المناصب حتى كان نائب قائد الجيش الصومالي عند استقلال الصومال عام 1960. وفي نفس العام اشترك في تدريبات مشتركة مع الاتحاد السوفيتي تعرف خلالها على المبادئ الاشتراكية والنزعة القومية.

## الاستيلاء على السلطة
عقب اغتيال الرئيس الثاني للصومال عبد الرشيد علي شارماركي وبعد يوم من دفنه، قام الجيش بانقلاب عسكري في 21 أكتوبر 1969 واستولى على السلطة. وكان على رأس المجلس الثوري الأعلى كل من: اللواء سياد بري، العقيد صالاد غابييري خيدييي، والقائد العام للشرطة جامع قورشيل. وسُمٌي العقيد صلاد رسميا بـ (أب الثورة). وبعد فترة تولّى بري رئاسة المجلس منفردا.
ومع أن المجلس الثوري غيّر اسم البلاد إلى جمهورية الصومال الديموقراطية، إلا أنه وفي تناقض واضح كان أول أعماله إلقاء القبض على أعضاء الحكومة السابقة، وحظر الأحزاب السياسية، وحل البرلمان والمحكمة العليا، وتعليق الدستور .

## الرئاسة
عزز سياد بري عبادة شخصيته على الطريقة الشيوعية بإشراك نفسه مع ماركس ولينين وتعليق صورهم في الشوارع والأماكن العامة. ودعا إلى شكل من أشكال الدمج بين الاشتراكية العلمية ومبادئ الشريعة الإسلامية لجعل نظامه مقبولا محليا.

### المجلس الأعلى للثورة (SRC)
أنشأ المجلس الأعلى للثورة برئاسة بري برامج للأشغال العامة ونفّذ حملة واسعة لمحو الأمية في المناطق الحضرية والريفية، التي ساهمت بنجاح في زيادة معدل الإلمام بالقراءة والكتابة. بالإضافة إلى برنامج تأميم المصانع والأراضي الأجنبية. كما اعتمد المجلس سياسة خارجية للنظام الجديد تركزت على الروابط الصومالية التقليدية والدينية مع العالم العربي، نتج عنها في نهاية المطاف الانضمام لجامعة الدول العربية في عام 1974. وفي ذات الوقت كان بري رئيسا لمنظمة الوحدة الإفريقية (الاتحاد الإفريقي حاليا).
في يوليو عام 1976 حلّ سياد بري المجلس الأعلى للثورة (SRC)، وأنشأ مكانها الحزب الاشتراكي الثوري الصومالي (SRSP). وكوّن حكومة الحزب الواحد على أساس الاشتراكية العلمية والمبادئ الإسلامية. كان الحزب محاولة للتوفيق بين إيديولوجية الدولة الرسمية مع الدين الرسمي للدولة عن طريق تكييف المفاهيم الماركسية مع الظروف المحلية. تم التأكيد فيها على المبادئ الإسلامية من التقدم الاجتماعي والمساواة والعدالة، والمبادئ الاشتراكية من المشاركة العامة والرقابة الشعبية، وكذلك الملكية المباشرة لوسائل الإنتاج، وتشجيع الإستثمار الخاص على نطاق محدود. لكن كانت الشيوعية هي الأساس.
صدر دستور جديد في عام 1979، وبموجبها تم إجراء انتخابات لمجلس الشعب. ومع ذلك، واصل الحزب الاشتراكي الثوري الصومالي الحكم منفردا. وفي أكتوبر 1980، تم حل الحزب، وأعيد تشكيل المجلس الثوري الاعلى مكانها.

### اللغة ومعاداة العشائرية
كان واحدا من الأهداف الأولى والرئيسية للنظام الثوري اعتماد نظام كتابة وطنية موحدة. بعد وقت قصير من وصوله إلى السلطة، قدّم بري اللغة الصومالية كلغة رسمية للتعليم، واختار الحروف الهجائية اللاتينية المعدلة التي وضعها اللغوي الصومالي شيري جامع أحمد حروفا هجائية رسمية للغة الصومالية. ومنذ ذلك الحين، بدأت جميع مراحل التعليم في المدارس الحكومية بتدريس اللغة الصومالية، وفي عام 1972، صدرت أوامر لجميع موظفي الحكومة لتعلم القراءة والكتابة الصومالية في غضون ستة أشهر. حيث أن اللغات الإيطالية أو الإنجليزية كانت اللغة الرسمية للموظفين في الحكومة السابقة.
بالإضافة إلى ذلك، سعى بري أيضا للقضاء على أهمية الانتماء العشائري داخل الحكومة والمجتمع المدني. وإحلال الولاء للنظام محل الولاء للعشيرة. فعمل على حظر الأنشطة العشائرية. وتعرض العديد من المخالفين إلى السجن والاعتقال

### القومية والصومال الكبرى
دعا بري إلى مفهوم الصومال الكبرى (Soomaaliweyn)، التي تشير إلى تلك المناطق في القرن الأفريقي الذي يسكنها السكان ذوو الأصل الصومالي. ويشمل: الصومال، جمهورية جيبوتي، أوغادين (في إثيوبيا)، والمنطقة الشرقية الشمالية (في كينيا).
في يوليو 1977، إندلعت حرب أوغادين التي سعت فيه الحكومة ضم الإقليم وتكوين الصومال الكبرى. غزا الجيش الوطني الصومالي أوغادين وكانت ناجحة في البداية، واستولت على معظم أراضي الإقليم. إلى أن أوقف الاتحاد السوفييتي إمداداتها السابقة لنظام بري وزاد توزيع المساعدات والأسلحة والتدريب للحكومة الإثيوبية، تلى ذلك انحياز العالم الشيوعي مع هذا الأخير. وجلبت أيضا حوالي 15000 من القوات الكوبية لمساعدة النظام الإثيوبي. في عام 1978، كانت القوات الصومالية قد خسرت جميع الأراضي التي حصلت عليها من أوغادين.

### العلاقات الخارجية
حاز الصومال على اهتمام كبير عند كل من الاتحاد السوفيتي والولايات المتحدة نظراً لموقعها الاستراتيجي في عند مصب البحر الأحمر. وبعد هزيمة القوات الصومالية في الأوغادين طرد بري جميع المستشارين السوفييت، وألغى معاهدة الصداقة مع الاتحاد السوفياتي، وتحول ولاءه للغرب. فحاز على دعم الولايات المتحدة لحكومته ووفرت ما يقرب من 100 مليون دولار سنويا كمساعدات اقتصادية وعسكرية.
في 17 و 18 أكتوبر 1977، خطفت مجموعة من الجبهة الشعبية لتحرير فلسطين طائرة شركة خطوط الألمانية الغربية رحلة 181، وفي مفاوضات جرت بين مستشار ألمانيا الغربية هلموت شميدت والرئيس بري تم السماح لوحدة مكافحة الإرهاب الألمانية GSG 9 بالدخول إلى مقديشو للإفراج عن الرهائن.

### البرامج المحلية
خلال السنوات الخمس الأولى التي حددته حكومة بري تم إنشاء عدد من المزارع التعاونية ومصانع الإنتاج الضخم مثل المطاحن ومنشآت معالجة قصب السكر في جوهر وأفجوي، ومنزل تجهيز اللحوم في كيسمايو.
ومن المشاريع التي اعتمدتها الحكومة من عام 1971 فصاعدا، حملة غرس الأشجار لوقف زحف آلاف الدونمات من الكثبان الرملية التي تحركها الرياح التي تهدد بابتلاع المدن والطرق والأراضي الزراعية. وبحلول عام 1988، عولج 265 هكتار من 336 هكتار، و36 موقع من مواقع الغابات والمزارع التي جرى العمل عليها.
وبين عامي 1974 و 1975، وقع جفاف كبير في المناطق الشمالية من الصومال. قام الاتحاد السوفياتي، وذلك في الوقت الذي كان يحتفظ بعلاقات إستراتيجية مع حكومة بري، بنقل 90,000 شخص جوا من المناطق المنكوبة هوبيو وعينابا. وتم إنشاء مستوطنات جديدة في القرى الصغيرة في مناطق جوبا السفلى وجوبا الوسطى. وعرفت هذه المستوطنات الجديدة بالمستوطنات الجماعية. تم فيها تعليم الزراعة وصيد السمك لسكان المستوطنات وذلك للتغير من نمط حياتهم الرعوية التقليدية، ولإعادة توطينهم مرة أخرى كجزء من جهد الرئيس بري لتقويض التضامن العشائري وتفريق البدو ونقلهم بعيدا عن الأراضي التي تسيطر عليها العشائر.

### السياسات الاقتصادية
كجزء من سياسات بري الاشتراكية، تم تأميم المصانع والمزارع الكبرى، وكذلك البنوك وشركات التأمين وموانئ توزيع النفط.
وبحلول منتصف إلى أواخر عقد 1970، والاستياء العام من نظام بري في ازدياد، بسبب الفساد بين المسؤولين الحكوميين وكذلك ضعف الأداء الاقتصادي. كما ساهمت حرب أوغادين في إضعاف الجيش الصومالي كما شلَّ الإنفاق العسكري الاقتصاد. وارتفع الدين الخارجي بشكل أسرع من عائدات التصدير، وبحلول نهاية العقد بلغ ديون الصومال حد الـ 4 مليارات شلن ما يعادل الأرباح خمسة وسبعين عاما من صادرات الموز.
بحلول عام 1978، كانت صادرات السلع المصنعة شبه معدومة، وبدعم من الاتحاد السوفيتي وقعت حكومة بري اتفاقا مع صندوق النقد الدولي عام 1980. وشمل الاتفاق إلغاء بعض الاحتكارات الحكومية وزيادة الاستثمار العام. لكن هذه الاتفاقية ألغيت فيما بعد، كما رفض الجيش الصومالي قبول اقتراح خفض 60 في المئة من الإنفاق العسكري. ووقعت اتفاقات جديدة مع المؤسسة الدولية للتنمية وصندوق النقد الدولي خلال النصف الثاني من عقد 1980. لكن هذه الاتفاقيات فشلت في نهاية المطاف في تحسين الاقتصاد والذي تدهور بسرعة في عامي 1989 و 1990، وأدى إلى نقص السلع البلاد.

### اصطدام سيارة
في مايو 1986 تعرضت السيارة التي كانت تقل سياد بري لحادث في إحدى ضواحي العاصمة مقديشو أصيب على إثرها بري بإصابات في الرأس وكسور في الأضلاع ونقل بعدها للعلاج إلى أحد مستشفيات السعودية، وبسبب حالته الصحية بالإضافة لتقدمه في العمر أُثيرت العديد من التساؤلات حول من سيخلفه في الانتخابات الرئاسية التي كانت ستعقد نهاية العام. وكان المنافسون المحتملون في خلافته صهره اللواء أحمد سليمان عبدلي وزير الداخلية، ونائبه الجنرال محمد علي سمتر الذي كان رئيسا بحكم الواقع في فترة غيابه، لكن سياد بري تحسنت حالته وتعافى بما يكفي لتقديم نفسه كمرشح وحيد للرئاسة، ليتم إعادة انتخابه لسبع سنوات مقبلة.

### إنتهاك حقوق الإنسان
تميزت فترة نظام بري بالحكم الديكتاتوري والقمعي، بما في ذلك الاضطهاد وسجن وتعذيب المعارضين السياسيين والمعارضين. وذكر برنامج الأمم المتحدة الإنمائي أن «نظام سياد بري الذي استمر 21 عام كان واحدا من أسوأ سجلات حقوق الإنسان في أفريقيا.» وفي يناير 1990، أصدرت لجنة مراقبة أفريقيا، وهي فرع من هيومن رايتس ووتش تقريرا يتكون من 268 صفحة بعنوان «الصومال: الحكومة في حالة حرب مع شعبها»، يسلط التقرير الضوء على انتشار انتهاكات واسعة لحقوق الإنسان في المناطق الشمالية من الصومال. ويتضمن التقرير شهادات عن أعمال القتل والنزاع في شمال الصومال من اللاجئين الذين وصلوا حديثا في مختلف البلدان في جميع أنحاء العالم. وقد وصفت الانتهاكات المنهجية لحقوق الإنسان ضد قبيلة اسحاق المتمركزة في المناطق الشمالية في التقرير بأنه «إرهاب الدولة» وأن «أغلب السكان والبدو الذين يعيشون في الريف وفي المناطق الحضرية تعرض لعمليات القتل والاعتقال التعسفي والاحتجاز في ظروف بائسة، والتعذيب والاغتصاب وقيود على حرية التنقل والتعبير ووجود نمط من الترهيب النفسي. ويقدّر التقرير أن 50,000 إلى 60,000 شخص قتلوا بين العامين 1988 و 1989». ذهبت منظمة العفو الدولية أن نظام بري من خلال جهاز الأمن الوطني يعتمد العديد من أساليب التعذيب التي يرتكبها ومنها «الإعدام والضرب، والصدمات الكهربائية، واغتصاب السجينات، ومحاكاة الإعدام وتهديدات بالقتل.»
في سبتمبر 1970، إعتمدت الحكومة قانون الأمن القومي رقم 54 الذي منح الاعتقال والاحتجاز لأجل غير مسمى لأولئك الذين عبّروا عن آراء تنتقد الحكومة، دون أن يتم تقديمهم للمحاكمة. وأعطى كذلك جهاز الأمن الوطني سلطة اعتقال أي شخص مشتبه في ارتكابه جريمة تنطوي على «الأمن القومي»، استنادا للمادة 1 من القانون الذي يحظر «أفعال ضد الاستقلال والوحدة أو أمن الدولة»، وكانت عقوبة الإعدام تنفذ على من يتهم بارتكاب تلك الأفعال.
من أواخر عقد 1970، وما بعده تقلصت شعبية بري وازادادت الأصوات المعارضة لنظامه. وردا على ذلك أسس بري وحدة النخبة (ذو القبعات الحمراء)، وحدات شبه عسكرية أسماها طلائع النصر. نفذت هاتين الوحدتين حملة إرهاب منظمة ضد قبائل الماجرتين، والهوية، وإسحاق. كما نفذ ذو القبعات الحمراء حملة ممنهجة لمنع المياه عن قبائل الماجرتين وإسحاق وقطعانهم بتحطيم خزانات المياه في مناطقهم. فقتل أكثر من 2000 من قبيلة ماجرتين من العطش. كما قتل ما يقارب من 5000 من قبيلة إسحاق من قبل الحكومة. كما قامت وحدة طلائع النصر بجرائم اغتصاب في حق أعداد كبيرة من نساء قبيلتي ماجرتين واسحاق، وهرب أكثر من 300,000 من قبيلة إسحاق لإثيوبيا.
وبحلول منتصف عقد 1980، انتشرت حركات المقاومة المسلحة التي تدعمها أثيوبيا في أنحاء البلاد. ورد بري باتخاذ تدابير عقابية ضد من كان يدعم تلك الحركات محليا، وخاصة الحركة الوطنية الصومالية (SNM) في المناطق الشمالية. ضد تلك التي كان ينظر إليها على أنها تدعم محليا مقاتلو، وخاصة في المناطق الشمالية. وشملت الحملة العقابية قصف المركز الإداري للمنطقة الشمالية الغربية هرجيسا معقلا للحركة الوطنية الصومالية عام 1988. وقاد القصف الجنرال محمد سعيد حرسي مورغان صهر بري، والذي لقب بعد ذلك بـ (جزار هرجيسا)، وأسفر القصف عن مقتل 50000 شخص.

### التمرد والإطاحة
بعد تداعيات حرب أوغادين غير الناجحة، شن نظام بري حملة واسعة للقبض على بعض أعضاء الحكومة ومسؤولين عسكريين للاشتباه في المشاركة في انقلاب فاشل عام 1978. معظم الذين الذين اتهموا بمؤامرة الانقلاب أعدموا دون محاكمة. مع ذلك، تمكن العديد من المسؤولين بالهرب إلى الخارج، وتشكيل أول المجموعات المنشقة بهدف إنهاء نظام بري بالقوة.
وصدر دستور جديد في عام 1979 والتي بموجبها تم إجراء انتخابات لمجلس الشعب. ومع ذلك، واصل بري وحزبه الحكم منفردا. وفي أكتوبر 1980، تم حل الحزب الحاكم، وأعيد تشكيل المجلس الثوري الأعلى مكانه. وبمرور الوقت، بدأت سلطة المجلس الثوري الأعلى الحاكم تضعف. وأصيب كثير من الصوماليين بخيبة أمل مع الحياة في ظل الديكتاتورية العسكرية. وأصيب النظام بضربة في عقد 1980 مع خمود الحرب الباردة وتضاؤل أهمية الصومال إستراتيجيا. وازداد إستبداد الحكومة على نحو متزايد، وانتشرت حركات المقاومة المسلحة في أنحاء البلاد. أدى هذا في نهاية المطاف إلى اندلاع حرب أهلية عام 1991، وسقوط نظام بري وتفكيك الجيش الوطني الصومالي (SNM). من كانت الجماعات المسلحة التي قادت التمرد: جبهة الإنقاذ الصومالي الديمقراطية (SSDF)، المؤتمر الصومالي الموحد (USC)، الحركة الوطنية الصومالية(SNM) والحركة الصومالية الوطنية (SPM)، جنبا إلى جنب مع المعارضة السياسية غير المسلحة، وهي: الحركة الديمقراطية الصومالية (SDM)، والتحالف الديمقراطي الصومالي (SDA) وبيان المجموعة الصومالية (SMG).
ظهرت العديد من جماعات المعارضة المسلحة على الساحة وقت لاحق في ظل فراغ السلطة الذي أعقب سقوط نظام سياد بري في الجنوب، منهم على وجه الخصوص قادة الفصائل المسلحة USC الجنرال محمد فارح عيديد وعلي مهدي محمد، الذين اشتبكوا سعيا للسيطرة على العاصمة.

## الوفاة
بعد أن فرَّ من مقديشو في يناير عام 1991، بقي بري مؤقتا في منطقة غيدو في جنوب غرب البلاد، والتي كانت مركز عشيرته مريحان. من هناك، أطلق حملة عسكرية للعودة إلى السلطة. فحاول مرتين لاستعادة السيطرة على العاصمة مقديشو، ولكن في مايو 1991 أُجبر على الذهاب للمنفى بعد هجمات قادها الجنرال محمد فرح عيديد.
انتقل بري في البداية إلى العاصمة الكينية نيروبي، لكن جماعات المعارضة احتجت على وجوده هناك ودعمه من قبل الحكومة الكينية. وفي استجابة للضغوط والأعمال العدائية، انتقل بعد ذلك بإسبوعين إلى نيجيريا.
توفي محمد سياد بري في 2 يناير 1995 في لاغوس جراء نوبة قلبية. ودفن في منطقة غيدو في الصومال.

## روابط خارجية
- محمد سياد بري على موقع الموسوعة البريطانية (الإنجليزية)
- محمد سياد بري على موقع مونزينجر (الألمانية)